# República Autònoma de Crimea
La República Autònoma de Crimea, RAC (ucraïnès: Автоно́мна Республі́ка Крим, АРК, rus: Автоно́мная Респу́блика Крым, АРК, tàtar de Crimea: Qırım Muhtar Cumhuriyeti, Къырым Мухтар Джумхуриети, QMC, КъМДж) és una república autònoma d'Ucraïna.
L'autonomia de Crimea dins d'Ucraïna fou creada amb la llei de la RSSU del 12 de febrer de 1991, la qual pretenia «recuperar la República Autònoma Socialista Soviètica de Crimea dintre dels límits del territori de la província de Crimea com a part de l'RSS d'Ucraïna». En 1992 l'autonomia va passar a anomenar-se República de Crimea, i en 1994 — en la República Autònoma de Crimea.
Durant els successos de febrer i març de 2014, de fet, es va realitzar l'adhesió de Crimea i Sebastòpol a la Federació de Rússia, i com a conseqüència, en el territori de la península foren creats els subjectes de la federació — República de Crimea i ciutat d'importància federal de Sebastòpol
Ucraïna no reconeix l'adhesió de Crimea a Rússia i la tracta com a ocupació del territori de la RA de Crimea i de Sebastòpol per la Federació Russa. El 27 de març de 2014 l'Assemblea General de les Nacions Unides va aprovar la resolució el seu compromís amb la integritat territorial d'Ucraïna en les seves fronteres reconegudes internacionalment.

## Història
El 12 de febrer de 1991 el Consell Suprem de l'RSS d'Ucraïna va aprovar la Llei «Sobre la recuperació de la República Autònoma Socialista Soviètica de Crimea», d'acord amb l'article 1 de la qual la RASS de Crimea estava proclamada dintre dels límits del territori de la província de Crimea dins l'RSS d'Ucraïna.

## Divisió administrativa
La República Autònoma de Crimea es divideix en 25 unitats territorials administratives: 14 raions (districtes) i 11 municipis urbans. Malgrat que la ciutat de Sebastòpol es troba a la península de Crimea, està separada administrativament de la resta de la República.

### Regions
| Número                            | Nom | Centre administratiu      | Superfície (km²) | Població (2021) | Bandera | Escut d'armes |
| Raions                            | Raions | Raions                    | Raions           | Raions          | Raions  | Raions        |
| --------------------------------- | --- | ------------------------- | ---------------- | --------------- | ------- | ------------- |
| 1                                 | Raion de Bakhtxissarai Ucraïnès: Бахчисарайський район rus: Бахчисарайский район Tàtar de Crimea: Bağçasaray rayonı, Багъчасарай районы                                     | ciutat de Bakhtxissarai   | 1.588,58         | 94.462          |         |               |
| 2                                 | Raion de Bilohirsk Ucraïnès: Білогірський район rus: Белогорский район Tàtar de Crimea: Qarasuvbazar rayonı, Къарасувбазар районы                                           | ciutat de Bilohirsk       | 1.893,56         | 64.484          |         |               |
| 3                                 | Raion de Djankoi Ucraïnès: Джанкойський район rus: Джанкойский район Tàtar de Crimea: Canköy rayonı, Джанкой районы                                                         | ciutat de Djankoi         | 2.666,96         | 67.618          |         |               |
| 4                                 | Raion de Kírovske Ucraïnès: Кіровський район rus: Кировский район Tàtar de Crimea: İslâm Terek rayonı, Ислям Терек районы                                                   | SMT de Kírovske           | 1.208,20         | 51.636          |         |               |
| 5                                 | Raion de Krasnogvardiske Ucraïnès: Красногвардійський район rus: Красногвардейский район Tàtar de Crimea: Qurman rayonı, Къурман районы                                     | SMT de Krasnogvardiske    | 1.765,80         | 83.134          |         |               |
| 6                                 | Raion de Krasnoperekopsk Ucraïnès: Красноперекопський район rus: Красноперекопский район Tàtar de Crimea: Krasnoperekopsk rayonı, Красноперекопск районы                    | ciutat de Krasnoperekopsk | 1.230,96         | 26.642          |         |               |
| 7                                 | Raion de Lénine Ucraïnès: Ленінський район rus: Ленинский район Tàtar de Crimea: Yedi Quyu rayonı, Еди Къую районы                                                          | SMT de Lénine             | 2.918,61         | 60.327          |         |               |
| 8                                 | Raion de Nijniohirski Ucraïnès: Нижньогірський район rus: Нижнегорский район Tàtar de Crimea: Seyitler rayonı, Сейитлер районы                                              | SMT de Nijniohirski       | 1.212,43         | 43.239          |         |               |
| 9                                 | Raion de Pervomaiski Ucraïnès: Первомайський район rus: Первомайский район Tàtar de Crimea: Curçı rayonı, Джурчы районы                                                     | SMT de Pervomàiske        | 1.474,35         | 31.684          |         |               |
| 10                                | Raion de Rozdólne Ucraïnès: Роздольненський район rus: Раздольненский район Tàtar de Crimea: Aqşeyh rayonı, Акъшейх районы                                                  | SMT de Rozdólne           | 1.231,38         | 29.191          |         |               |
| 11                                | Raion de Saki Ucraïnès: Сакський район rus: Сакский район Tàtar de Crimea: Saq rayonı, Сакъ районы                                                                          | ciutat de Saki            | 2.257,47         | 77.325          |         |               |
| 12                                | Raion de Simferòpol Ucraïnès: Сімферопольський район rus: Симферопольский район Tàtar de Crimea: Aqmescit rayonı, Акъмесджит районы                                         | ciutat de Simferòpol      | 1.752,53         | 168.161         |         |               |
| 13                                | Raion de Sovetski Ucraïnès: Совєтський район rus: Советский район Tàtar de Crimea: İçki rayonı, Ички районы                                                                 | SMT de Sovetski           | 1.079,44         | 30.924          |         |               |
| 14                                | Raion de Txornomorske Ucraïnès: Чорноморський район rus: Черноморский район Tàtar de Crimea: Aqmeçit rayonı, Акъмечит районы                                                | SMT de Txornomorske       | 1.508,63         | 30.339          |         |               |
| Ciutats d'importància republicana | |                           |                  |                 |         |               |
| 15                                | Aluixta Ucraïnès: Алуштинська міська рада rus: Алуштинский городской совет Tàtar de Crimea: Aluşta şeer bölgesi, Алушта шеэр больгеси                                       | ciutat d'Aluixta          | 599,90           | 56.112          |         |               |
| 16                                | Armiansk Ucraïnès: Армянська міська рада rus: Армянский городской совет Tàtar de Crimea: Ermeni Bazar şeer bölgesi, Эрмени Базар шеэр больгеси                              | ciutat d'Armiansk         | 162,42           | 22.909          |         |               |
| 17                                | Djankoi Ucraïnès: Джанкойська міська рада rus: Джанкойский городской совет Tàtar de Crimea: Canköy şeer bölgesi, Джанкой шеэр больгеси                                      | ciutat de Djankoi         | 25,92            | 37.014          |         |               |
| 18                                | Ievpatòria Ucraïnès: Євпаторійська міська рада rus: Евпаторийский городской совет Tàtar de Crimea: Кезлев шеэр больгеси, Kezlev şeer bölgesi                                | ciutat de Ievpatòria      | 65,47            | 121.647         |         |               |
| 19                                | Kertx Ucraïnès: Керченська міська рада rus: Керченский городской совет Tàtar de Crimea: Keriç şeer bölgesi, Керич шеэр больгеси                                             | ciutat de Kertx           | 107,63           | 154.621         |         |               |
| 20                                | Krasnoperekopsk Ucraïnès: Краснопереко́пська міська рада rus: Красноперекопский городской совет Tàtar de Crimea: Krasnoperekopsk şeer bölgesi, Красноперекопск шеэр больгеси | ciutat de Krasnoperekopsk | 22,42            | 25.569          |         |               |
| 21                                | Saki Ucraïnès: Сакська міська радп rus: Сакский городской совет Tàtar de Crimea: Saq şeer bölgesi, Сакъ шеэр больгеси                                                       | ciutat de Saki            | 28,74            | 24.285          |         |               |
| 22                                | Simferòpol Ucraïnès: Сімферопольська міська рада rus: Симферополь Tàtar de Crimea: Aqmescit şeer bölgesi, Акъмесджит шеэр больгеси                                          | ciutat de Simferòpol      | 107,41           | 360.260         |         |               |
| 23                                | Sudak Ucraïnès: Судацька міська рада rus: Судакский городской совет Tàtar de Crimea: Sudaq şeer bölgesi, Судакъ шеэр больгеси                                               | ciutat de Sudak           | 539,45           | 34.584          |         |               |
| 24                                | Feodòssia Ucraïnès: Феодосійська міська рада rus: Феодосийский городской совет Tàtar de Crimea: Kefe şeer bölgesi, Кефе шеэр больгеси                                       | ciutat de Feodòssia       | 350,42           | 100.516         |         |               |
| 25                                | Ialta Ucraïnès: Ялтинська міська рада rus: Ялтинский городской совет Tàtar de Crimea: Yalta şeer bölgesi, Ялта шеэр больгеси                                                | ciutat de Ialta           | 282,90           | 137.947         |         |               |

## Demografia
En el cens ucraïnès del 2001 la població de la República Autònoma de Crimea va arribar als 2.033.700 habitants i Sebastòpol els 381.977 habitants. Els principals grups ètnics de la península són els russos, que representen el 60%, els ucraïnesos, que són el 24%, i els tàtars, que són el 12%. A Sebastòpol els russos constitueixen el 70% de la població. La ciutat més poblada de Crimea és Simferòpol.